# Марс Хил (Северна Каролина)
Марс Хил (енгл. Mars Hill) град је у америчкој савезној држави Северна Каролина.

## Демографија
По попису из 2010. године број становника је 1.869, што је 105 (6,0%) становника више него 2000. године.
| Група             | 2000.         | 2010.         |
| Белци             | 1.601 (90,8%) | 1.580 (84,5%) |
| Афроамериканци    | 105 (6,0%)    | 168 (9,0%)    |
| Азијати           | 15 (0,9%)     | 18 (1,0%)     |
| Хиспаноамериканци | 24 (1,4%)     | 64 (3,4%)     |
| Укупно            | 1.764         | 1.869         |